# فزر أشعث الأزهار
فزر أشعث الأزهار (الاسم العلمي:Sideritis lasiantha) هو نوع من النباتات يتبع جنس الفزر من الفصيلة الشفوية.